# Tahmuy
Tahmuy es una localidad del municipio de Valladolid en Yucatán, México.

## Toponimia
El nombre (Tahmuy) proviene del idioma maya.

## Demografía
Según el censo de 2005 realizado por el INEGI, la población de la localidad era de 845 habitantes, de los cuales 431 eran hombres y 414 mujeres.
| 84                          | 91 | 145 | 137 | 133 | 157 | 128 | 165 | 139 | 305 | 557 | 668 | 845 |
| (Fuente: INEGI [Consultar]) |    |     |     |     |     |     |     |     |     |     |     |     |